# Nieuwe Communistische Partij-NCPN

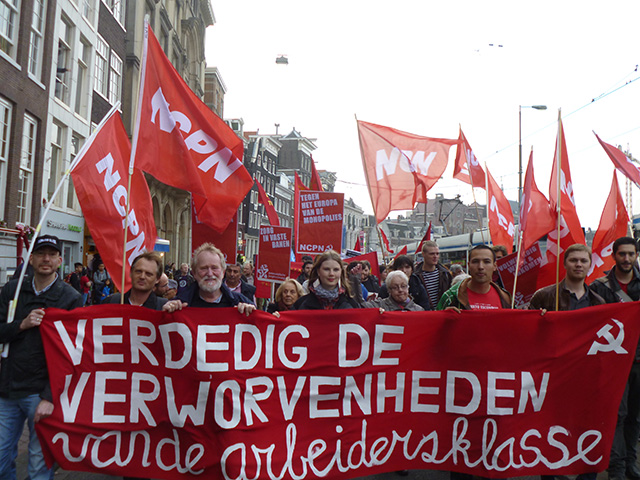
NCPN op de Dag van de Arbeid, 1 mei 2014 in Amsterdam.

De Nieuwe Communistische Partij-NCPN (officiële naam; ook wel Nieuwe Communistische Partij van Nederland genoemd, afkorting NCPN) is een communistische partij in Nederland. De NCPN geeft via de stichting HOC de vierwekelijkse krant Manifest uit.

## Historie

### Voorgeschiedenis en oprichting
De NCPN is voortgekomen uit een fusie van het Verbond van Communisten in Nederland (VCN) en verscheidene groepen communisten die het niet eens waren met de opheffing van de CPN als onderdeel van de definitieve totstandkoming van GroenLinks. De VCN was op haar beurt een splinter van de CPN. Deze splitsing vond plaats in 1985, toen de CPN besloot het marxisme-leninisme en het democratisch centralisme uit haar beginselen te schrappen. 
In mei 1992 begonnen in het communistische bolwerk Finsterwolde de gesprekken om tot een nieuwe communistische partij te komen. Naast de VCN waren ook regionale onafhankelijke communistische groeperingen betrokken, zoals het Communistische Platform Brabant en de Groninger Communisten. Op 16 november 1992 werd de NCPN officieel opgericht. Bij het oprichtingscongres in De Hoeksteen waren er 400 aanwezigen, al viel het de media op dat het vooral oudere leden betrof.

### Verkiezingen 1994
De gemeenteraadsverkiezingen in 1994 verliepen redelijk succesvol voor de NCPN. In Reiderland, Scheemda en Lemsterland werden in totaal tien gemeenteraadszetels gewonnen en daarnaast werden er in Amsterdam ook enkele deelraadszetels behaald. In Reiderland won de partij zelfs een absolute meerderheid. In Groningen werd er een fusielijst gevormd met de SAP en enkele onafhankelijke kandidaten. Deze lijst haalde geen zetel.
Het Lemmerse raadslid Rinze Visser werd gekozen als de eerste landelijke lijsttrekker van de NCPN. De Tweede Kamerverkiezingen in 1994 waren een teleurstelling voor de partij. De partij haalde 11.630 stemmen (0,13%), ver onder de kiesdrempel en slechts marginaal beter dan het resultaat van de VCN in 1989. In Reiderland haalde de partij nog wel 29% van de stemmen en was daarmee de tweede partij in de gemeente. Dit was het begin van een geleidelijk electoraal verval van de partij, met slechtere resultaten bij de Kamerverkiezingen in 1998 en 2003 (in 2002 deed de partij niet mee). De partij overwoog in 2009 mee te doen aan de verkiezingen voor het Europese Parlement, maar zag hier later toch vanaf.
De NCPN heeft sinds 2003 ook een organisatorisch zelfstandige jongerenorganisatie: de Communistische Jongerenbeweging (CJB). De CJB verving het eerdere NCPN-Jongeren, dat een platform binnen de partij was.

### Ideologische discussie en electorale verliezen
Vanaf het begin van de oprichting van de partij was er discussie over de ideologische koers (een discussie die zij erfde van haar voorganger de VCN). Een minderheid van het partijbestuur wilde dat de nieuwe partij een meer rekkelijke definitie van het marxisme-leninisme zou gaan gebruiken en meer afstand zou nemen van de erfenis van de Sovjet-Unie. Deze discussie duurde tot 1995, toen de minderheid definitief besloot de partij te verlaten.
Ook op gemeentelijk niveau verloor de partij electorale slagkracht. De afdeling in Noordoost Groningen splitste in 1999 door een conflict betreffende de Blauwestad. De afdeling Reiderland was voor het nieuwbouwproject, de afdeling Scheemda tegen. De laatstgenoemde splitste zich af en vormde de Verenigde Communistische Partij (VCP). Dit leidde er toe dat na de herindeling van Scheemda en Reiderland tot de nieuwe gemeente Oldambt er twee communistische partijen meededen bij de tussentijdse verkiezingen. De NCPN dolf het onderspit en haalde geen zetels. De VCP is nog altijd vertegenwoordigd in de nieuwe gemeente. In 2025 heeft de NCPN alleen nog een raadszetel in de gemeente De Fryske Marren.

### Hernieuwde groei
Het zevende partijcongres in 2022 wordt door de partij zelf gezien als een ommekeer in de ontwikkeling van de partij. De partij rapporteerde ledengroei, met als belangrijkst impuls de ontwikkeling van de CJB. Zoals vastgesteld door het congres richt de partij zich er vooral op om lokale afdelingen te activeren, leden te werven en de krant Manifest te professionaliseren.

## Ideologie en standpunten

### Ideologie
De NCPN is een marxistisch-leninistische communistische partij, waarvan de ideologie is gebaseerd op de leer van onder anderen Marx, Engels en Lenin. Het doel van de partij is het verwezenlijken van een communistische maatschappij, door middel van het leiden van de economische, politieke en ideologische klassenstrijd van de arbeidersklasse in Nederland. De communistische maatschappij is volgens de partij een maatschappij zonder armoede, werkloosheid, onzekerheid, oorlog en onrecht.

### Standpunten

#### Economie
De NCPN verwerpt de vrijemarkteconomie en eist het terugdraaien van de privatiseringen van o.a. de zorg, de post en het openbaar vervoer. De NCPN is groot pleitbezorger van meer volwaardige werkgelegenheid en het omzetten van banen in flexconstructies naar vaste banen met volledige cao-rechten. De partij eist een algemene loonstijging bovenop de vaste koppeling van de lonen en uitkeringen aan de stijging van de kosten van het levensonderhoud.

#### Wonen
Voor de NCPN is wonen een absoluut grondrecht. Ze verzet zich tegen de sloop van betaalbare sociale huurwoningen en de gentrificatie van arbeiderswijken. Daarnaast wil de partij een einde aan het speculeren met grond door gebiedsontwikkelaars, die woekerwinsten en woekerhuren tot gevolg hebben.

#### Zorg
De zorg moet volgens de NCPN weer los worden gemaakt van de vrije markt. De partij pleit voor hogere lonen voor zorgpersoneel en daarnaast ook voor de democratische en centrale aansturing van de zorg en de medicijnenproductie, in het bijzonder sinds de uitbraak van COVID-19 in Nederland.

#### Antifascisme
De NCPN is ieder jaar vertegenwoordigd bij de herdenking van de Februaristaking, bij de De Dokwerker in Amsterdam. Ook heeft de partij bijvoorbeeld in 2007 actie gevoerd tegen het optreden van artiest Johan Heesters in Amersfoort, omdat Heesters tijdens de Tweede Wereldoorlog met de bezetter zou hebben gecollaboreerd. De NCPN trok vaak op met de AFVN. Deze samenwerking is echter gestopt op het moment dat de AFVN zich aansloot bij het World Anti-Imperialist Platform (WAP). 

#### Vakbeweging
Veel leden van de NCPN zijn actief lid van de vakbond FNV. De partij steunt steevast de linkervleugel van de bond in de verschillende interne discussies. Regelmatig biedt de partij in haar krant Manifest ruimte aan vakbondsbestuurders voor opiniestukken of interviews. In het bijzonder rondom het onderwerp pensioenen is de partij actief.

#### Europa
De NCPN is een Eurosceptische partij. Ze verwijt de EU een imperialistisch bondgenootschap van kapitalistische landen te zijn die in dienst staat van de belangen van de kapitalisten. De partij pleit niet actief voor een Nexit, maar feliciteerde bijvoorbeeld wel haar zusterpartij uit Groot-Brittannië met het resultaat van het Brexitreferendum in 2016. Eerder voerde de partij ook campagne tegen de Europese grondwet.

#### Buitenlandbeleid
De NCPN steunt de socialistische regering van Cuba en heeft solidariteit getoond met de arbeidersklasse van Venezuela en Bolivia tijdens de poging tot een staatsgreep in beide landen. De partij is bijzonder kritisch op het lidmaatschap van Nederland van de NAVO. De interventies van de NAVO in Irak, Afghanistan en Libië werden veroordeeld. De NCPN heeft de Russische invasie van Oekraïne in 2022 veroordeeld. Volgens NCPN gaat het om een 'inter-imperialistisch conflict' tussen aan de ene kant de NAVO, EU, VS en Oekraïense regering en aan de andere kant de Russische federatie, die resultaat is van een 'langdurige escalatie door beide partijen, die uit zijn op invloedssferen, markten, grondstoffen, industrieën en transportroutes'.

## Verkiezingen

### Tweede Kamer
De NCPN heeft driemaal deelgenomen aan Tweede Kamerverkiezingen. In de jaren daarna zag de partij van deelname af en tot 2012 riep zij haar aanhangers op te stemmen op de SP.
| Verkiezingsjaar | Lijsttrekker       | Kandidatenlijst | Aantal stemmen | % van de stemmers | Aantal behaalde zetels |
| --------------- | ------------------ | --------------- | -------------- | ----------------- | ---------------------- |
| 1994            | Rinze Visser       | Kandidatenlijst | 11.630         | 0,13%             | 0 / 150                |
| 1998            | Engel Modderman    | Kandidatenlijst | 5.620          | 0,07%             | 0 / 150                |
| 2002            | -                  | -               | -              | -                 | -                      |
| 2003            | Alejandro de Mello | Kandidatenlijst | 4.860          | 0,05%             | 0 / 150                |

### Provinciale Statenverkiezingen
De NCPN heeft tussen 1991 en 2007 viermaal aan de Provinciale Statenverkiezingen deelgenomen, in de provincies Groningen, Noord-Holland, Overijssel en Friesland. Sinds 2007 heeft de partij niet meer meegedongen naar een Statenzetel.

### Gemeenteraadsverkiezingen
Bij de gemeenteraadsverkiezingen in 1994 - de eerste na de oprichting van de NCPN eind 1992 - behaalde de partij in de gemeente Reiderland zeven zetels en leverde beide wethouders. In Lemsterland en Scheemda behaalde de partij twee zetels. In de Amsterdamse stadsdeelraden Westerpark en De Baarsjes behaalde de NCPN respectievelijk een en twee zetels. De Amsterdamse zetels gingen in 1998 weer verloren.
In de 21ste eeuw is de NCPN alleen vertegenwoordigd geweest in Noordoost-Groningen, Heiloo en De Friese Meren. De partij deed onsuccesvol mee in verscheidene andere gemeenten, waaronder Amsterdam, Den Haag, Rotterdam en Enschede.

#### Noordoost-Groningen
In het traditionele CPN bolwerk Reiderland bleef de NCPN tot en met de verkiezingen van 2002 de grootste partij. De partij was daarnaast ook vertegenwoordigd in Scheemda. In 1999 kwam het tot een splitsing in de partij door een meningsverschil over de Blauwestad. De afdeling Scheemda splitste zich af en vormde de Verenigde Communistische Partij (VCP). Bij de gemeenteraadsverkiezingen van 2006 verloor de NCPN in Reiderland drie zetels en kwam met twee zetels in de raad. Iets meer dan een maand na verkiezingen stapte raadslid Zwanie Tielman uit de NCPN-fractie, waarmee de partij nog slechts een zetel overhield, ingenomen door Hans Heres. De partij verloor daarnaast al haar zetels in Scheemda aan de VCP. Bij de vervroegde gemeenteraadsverkiezingen voor de nieuwe gemeente Oldambt slaagde de NCPN er niet in om zetels te halen. De VCP bleef wel vertegenwoordigd in Oldambt.

#### Heiloo
Sinds 2002 was de NCPN vertegenwoordigd in Heiloo door Willem Gomes. Bij de verkiezingen in 2006 behaalde de NCPN voldoende stemmen voor twee zetels maar kon slechts een zetel innemen omdat de partij maar een kandidaat (Willem Gomes) op de lijst had staan. Gomes probeerde kort na de gemeenteraadsverkiezingen een NCPN’er voor een wethouderspositie naar voren te schuiven om zo naar eigen zeggen een afspiegelingscollege te vormen. In 2014 wist de NCPN weer twee zetels te halen, echter in 2015 stapte raadslid Cor de Boer over van de NCPN naar Heiloo2000. In 2018 bleef de NCPN op een zetel steken. Op 21 september 2018 overleed Gomes plotseling. Zijn opvolger Bas van Beusekom besloot enkele maanden later één fractie te vormen met Gemeentebelangen Heiloo.

#### Lemsterland/De Friese Meren
Het NCPN-raadslid in de Friese Meren, Rinze Visser, is een van de langst zittende raadsleden van Nederland. Hij is onafgebroken lid van de gemeenteraad sinds 1970, opeenvolgend voor de CPN, het VCN en de NCPN. In 2011 ontving hij bij zijn 40-jaar raadslidmaatschap de erepenning van de gemeente Lemsterland.
Bij de herindelingsverkiezing van november 2013 in de nieuw gevormde gemeente De Friese Meren behaalde de NCPN een zetel, ze kwam enkele stemmen tekort voor een tweede. In de voormalige gemeente Lemsterland, waar de NCPN voorheen met twee zetels vertegenwoordigd was, haalde de partij 18,4% van de stemmen en in Lemmer zelf werd zij voor het eerst in de geschiedenis de grootste. In 2018 haalde de partij wel twee zetels (6,3%) en werd de partij opnieuw de grootste in Lemmer.

## Internationaal
De NCPN is een actief onderdeel van de communistische wereldbeweging. De partijkrant Manifest deelt regelmatig bijdragen en reportages van zusterpartijen. Daarnaast neemt de NCPN regelmatig deel aan de jaarlijkse Internationale Conferentie van Communistische en Arbeiderspartijen (IMCWP), geïnitieerd door de Communistische Partij van Griekenland.
Ook maakt de NCPN onderdeel uit van de Europese Communistische Actie (ECA), die op 18 november 2023 werd opgericht door diverse Europese communistische partijen. De oprichting en eerste editie vond plaats in Athene onder leiding van de Communistische Partij van Griekenland (KKE).

### Drielandenconferentie
In 2006 startte op initiatief van de NCPN een jaarlijkse conferentie met de Communistische Partij van Luxemburg, de Duitse Communistische Partij en de Partij van de Arbeid van België. In 2014 trad de DKP als organisator op van de conferentie Aken, en organiseerden de vier partijen voor het eerst een gezamenlijke manifestatie "Tegen imperialistische oorlogen". De conferentie dat jaar stond in het teken van de herdenking van 100 jaar Eerste Wereldoorlog. In 2015 was er opnieuw een conferentie van de vier partijen, waarbij de NCPN de gastheer was. Deze conferentie vond plaats in Zuidlaren. Daaraan voorafgaand vond een demonstratie plaats in het centrum van de stad Groningen. De leus van de demonstratie was: "Stop de aanvallen op de arbeidersklasse! Strijd is de enige weg!". De laatste conferentie in 2019 werd georganiseerd in Oisterwijk en werd voorafgegaan aan een demonstratie tegen racisme en discriminatie in het centrum van Tilburg, mede georganiseerd met de CJB. Sinds februari 2020 doet de Partij van de Arbeid van België niet meer mee met de conferentie.

### Samenwerking met de TKP
De NCPN onderhoudt warme banden met de Communistische Partij van Turkije (TKP). Zo feliciteerde de NCPN de TKP met het houden van haar 14de partijcongres, organiseren de partijen gezamenlijke bijeenkomsten en vormden de partijen (samen met de KKE) in 2024 een gezamenlijk blok tijdens de jaarlijkse Dag van de Arbeid demonstratie in Amsterdam. In april 2025 kondigden de partijen aan dat zij gezamenlijk periodiek een brochure uit gaan geven, genaamd Arbeidersbulletin (Turks: İşçi Bülteni).

## Bekende (oud-)leden
- Jasper Schaaf (1950) - filosoof, lijsttrekker PS-verkiezingen Groningen 1995. Lid van de SP sinds 2004.
- Jos Lensink (1939-2020) - filosoof, kandidaat-Kamerlid in 2003.
- Rinze Visser (1938) - gemeenteraadslid in de gemeente De Friese Meren sinds 1970, langstzittend raadslid van Nederland
- Koert Stek (1926-2012) - gedeputeerde in Groningen (namens de CPN) en gemeenteraadslid in Beerta en Reiderland
- Hans Heres (1945-2018) - gemeenteraadslid en wethouder in Beerta en Reiderland